# Élections municipales de 2026 dans les Hautes-Alpes
Pour un article plus général, voir Élections municipales françaises de 2026.
Les élections municipales de 2026 dans les Hautes-Alpes sont prévues en mars 2026. Elles renouvelleront l'intégralité des maires et conseillers municipaux du département.

## Résultats à l'échelle du département

### Maires sortants et maires élus
| Commune                   | Population (en 2022) | Maire sortant(e)              | Parti | Parti | Maire élu(e) | Parti | Parti |
| ------------------------- | -------------------- | ----------------------------- | ----- | ----- | ------------ | ----- | ----- |
| L'Argentière-la-Bessée    | 2 278                | Alain Sanchez                 |       | DVG   |              |       |       |
| La Bâtie-Neuve            | 2 611                | Joël Bonnaffoux               |       | RE    |              |       |       |
| Briançon                  | 10 748               | Arnaud Murgia                 |       | DVD   |              |       |       |
| Chorges                   | 3 106                | Christian Durand              |       | DVD   |              |       |       |
| Embrun                    | 6 387                | Chantal Eymeoud               |       | HOR   |              |       |       |
| Gap                       | 40 656               | Roger Didier                  |       | DVD   |              |       |       |
| Guillestre                | 2 286                | Christine Portevin            |       | DVD   |              |       |       |
| Laragne-Montéglin         | 3 566                | Jean-Marc Duprat              |       | DVD   |              |       |       |
| La Roche-des-Arnauds      | 1 675                | Maurice Chautant              |       | RE    |              |       |       |
| Saint-Bonnet-en-Champsaur | 2 081                | Laurent Daumark               |       | DVD   |              |       |       |
| Saint-Chaffrey            | 1 504                | Corinne Chanfray              |       | LR    |              |       |       |
| Tallard                   | 2 272                | Daniel Borel                  |       | DVD   |              |       |       |
| Veynes                    | 3 244                | Christian Gilardeau-Truffinet |       | DVG   |              |       |       |

### Résultats en nombre de maires
| Partis       | Partis           | Maires sortants | Maires élus | Évolution |
| ------------ | ---------------- | --------------- | ----------- | --------- |
|              | Divers droite    | 7               |             |           |
|              | Les Républicains | 1               |             |           |
| Total droite | Total droite     | 8               |             |           |
|              | Renaissance      | 2               |             |           |
|              | Horizons         | 1               |             |           |
| Total centre | Total centre     | 3               |             |           |
|              | Divers gauche    | 2               |             |           |
| Total gauche | Total gauche     | 2               |             |           |
| Total        | Total            | 13              | 13          | -         |

### Résultats par nuances
| Nuance | Nuance | Nuance | Premier tour | Premier tour | Premier tour | Second tour | Second tour | Second tour | Total sièges | Total sièges | Total sièges | Total sièges |
| Nuance | Nuance | Nuance | Voix         | %            | Sièges       | Voix        | %           | Sièges      | CM           | %            | CC           | %            |
| ------ | ------ | ------ | ------------ | ------------ | ------------ | ----------- | ----------- | ----------- | ------------ | ------------ | ------------ | ------------ |
|        |        |        |              |              |              |             |             |             |              |              |              |              |
| Total  | Total  | Total  |              | 100          |              |             | 100         |             |              | 100          |              | 100          |

### Taux de participation
| Taux de participation | 1er tour | Différence avec 2020 | 2d tour | Différence avec 2020 | Différence entre les deux tours |
| --------------------- | -------- | -------------------- | ------- | -------------------- | ------------------------------- |
| À 12 h                |          |                      |         |                      |                                 |
| À 17 h                |          |                      |         |                      |                                 |
| Final                 |          |                      |         |                      |                                 |

## Résultats dans les communes de plus de 1 500 habitants

### L'Argentière-la-Bessée
- Maire sortant : Alain Sanchez (DVG)
- 19 sièges à pourvoir au conseil municipal (population légale 2022 : 2 278 habitants)
- 8 sièges à pourvoir au conseil communautaire (CC du Pays des Écrins)

| Tête de liste            | Tête de liste                   | Parti(s) | Nuance | Premier tour | Premier tour | Second tour | Second tour | Sièges | Sièges |
| Tête de liste            | Tête de liste                   | Parti(s) | Nuance | Voix         | %            | Voix        | %           | CM     | CC     |
| ------------------------ | ------------------------------- | -------- | ------ | ------------ | ------------ | ----------- | ----------- | ------ | ------ |
|                          | Alain Sanchez[réf. nécessaire], | DVG      |        |              |              |             |             |        |        |
|                          |                                 |          |        |              |              |             |             |        |        |
| Exprimés                 |                                 |          |        |              |              |             |             |        |        |
| Votes blancs             |                                 |          |        |              |              |             |             |        |        |
| Votes nuls               |                                 |          |        |              |              |             |             |        |        |
| Total                    | Total                           | Total    | Total  |              | 100          |             | 100         | 19     | 8      |
| Absentions               |                                 |          |        |              |              |             |             |        |        |
| Inscrits / participation |                                 |          |        |              |              |             |             |        |        |

### La Bâtie-Neuve
- Maire sortant : Joël Bonnaffoux (RE)
- 23 sièges à pourvoir au conseil municipal (population légale 2022 : 2 611 habitants)
- 9 sièges à pourvoir au conseil communautaire (CC Serre-Ponçon Val d'Avance)

| Tête de liste | Tête de liste | Parti(s) | Nuance | Premier tour | Premier tour | Second tour | Second tour | Sièges | Sièges |
| Tête de liste | Tête de liste | Parti(s) | Nuance | Voix         | %            | Voix        | %           | CM     | CC     |
| ------------- | ------------- | -------- | ------ | ------------ | ------------ | ----------- | ----------- | ------ | ------ |

### Briançon
- Maire sortant : Arnaud Murgia (DVD)
- 33 sièges à pourvoir au conseil municipal (population légale 2022 : 10 748 habitants)
- 18 sièges à pourvoir au conseil communautaire (CC du Briançonnais)

| Tête de liste | Tête de liste | Parti(s) | Nuance | Premier tour | Premier tour | Second tour | Second tour | Sièges | Sièges |
| Tête de liste | Tête de liste | Parti(s) | Nuance | Voix         | %            | Voix        | %           | CM     | CC     |
| ------------- | ------------- | -------- | ------ | ------------ | ------------ | ----------- | ----------- | ------ | ------ |

### Chorges
- Maire sortant : Christian Durand (DVD)
- 23 sièges à pourvoir au conseil municipal (population légale 2022 : 3 106 habitants)
- 6 sièges à pourvoir au conseil communautaire (CC de Serre-Ponçon)

| Tête de liste            | Tête de liste     | Parti(s) | Nuance | Premier tour | Premier tour | Second tour | Second tour | Sièges | Sièges |
| Tête de liste            | Tête de liste     | Parti(s) | Nuance | Voix         | %            | Voix        | %           | CM     | CC     |
| ------------------------ | ----------------- | -------- | ------ | ------------ | ------------ | ----------- | ----------- | ------ | ------ |
|                          | Vincent Bonnardel | PS       |        |              |              |             |             |        |        |
|                          |                   |          |        |              |              |             |             |        |        |
| Exprimés                 |                   |          |        |              |              |             |             |        |        |
| Votes blancs             |                   |          |        |              |              |             |             |        |        |
| Votes nuls               |                   |          |        |              |              |             |             |        |        |
| Total                    | Total             | Total    | Total  |              | 100          |             | 100         | 23     | 6      |
| Absentions               |                   |          |        |              |              |             |             |        |        |
| Inscrits / participation |                   |          |        |              |              |             |             |        |        |

### Embrun
- Maire sortante : Chantal Eymeoud (HOR)
- 29 sièges à pourvoir au conseil municipal (population légale 2022 : 6 387 habitants)
- 14 sièges à pourvoir au conseil communautaire (CC de Serre-Ponçon)

| Tête de liste | Tête de liste | Parti(s) | Nuance | Premier tour | Premier tour | Second tour | Second tour | Sièges | Sièges |
| Tête de liste | Tête de liste | Parti(s) | Nuance | Voix         | %            | Voix        | %           | CM     | CC     |
| ------------- | ------------- | -------- | ------ | ------------ | ------------ | ----------- | ----------- | ------ | ------ |

### Gap
- Maire sortant : Roger Didier (DVD)
- 43 sièges à pourvoir au conseil municipal (population légale 2022 : 40 656 habitants)
- 29 sièges à pourvoir au conseil communautaire (CA Gap-Tallard-Durance)

| Tête de liste            | Tête de liste | Parti(s)         | Nuance | Premier tour | Premier tour | Second tour | Second tour | Sièges | Sièges |
| Tête de liste            | Tête de liste | Parti(s)         | Nuance | Voix         | %            | Voix        | %           | CM     | CC     |
| ------------------------ | ------------- | ---------------- | ------ | ------------ | ------------ | ----------- | ----------- | ------ | ------ |
|                          | Elie Cordier  | PS-PCF-LÉ-PP-G·s |        |              |              |             |             |        |        |
|                          |               |                  |        |              |              |             |             |        |        |
| Exprimés                 |               |                  |        |              |              |             |             |        |        |
| Votes blancs             |               |                  |        |              |              |             |             |        |        |
| Votes nuls               |               |                  |        |              |              |             |             |        |        |
| Total                    | Total         | Total            | Total  |              | 100          |             | 100         | 43     | 29     |
| Absentions               |               |                  |        |              |              |             |             |        |        |
| Inscrits / participation |               |                  |        |              |              |             |             |        |        |

### Guillestre
- Maire sortante : Christine Portevin (DVD)
- 19 sièges à pourvoir au conseil municipal (population légale 2022 : 2 286 habitants)
- 8 sièges à pourvoir au conseil communautaire (CC du Guillestrois et du Queyras)

| Tête de liste | Tête de liste | Parti(s) | Nuance | Premier tour | Premier tour | Second tour | Second tour | Sièges | Sièges |
| Tête de liste | Tête de liste | Parti(s) | Nuance | Voix         | %            | Voix        | %           | CM     | CC     |
| ------------- | ------------- | -------- | ------ | ------------ | ------------ | ----------- | ----------- | ------ | ------ |

### Laragne-Montéglin
- Maire sortant : Jean-Marc Duprat (DVD)
- 27 sièges à pourvoir au conseil municipal (population légale 2022 : 3 566 habitants)
- 8 sièges à pourvoir au conseil communautaire (CC du Sisteronais Buëch)

| Tête de liste | Tête de liste | Parti(s) | Nuance | Premier tour | Premier tour | Second tour | Second tour | Sièges | Sièges |
| Tête de liste | Tête de liste | Parti(s) | Nuance | Voix         | %            | Voix        | %           | CM     | CC     |
| ------------- | ------------- | -------- | ------ | ------------ | ------------ | ----------- | ----------- | ------ | ------ |

### La Roche-des-Arnauds
- Maire sortant : Maurice Chautant (RE)
- 19 sièges à pourvoir au conseil municipal (population légale 2022 : 1 675 habitants)
- 5 sièges à pourvoir au conseil communautaire (CC Buëch Dévoluy)

| Tête de liste | Tête de liste | Parti(s) | Nuance | Premier tour | Premier tour | Second tour | Second tour | Sièges | Sièges |
| Tête de liste | Tête de liste | Parti(s) | Nuance | Voix         | %            | Voix        | %           | CM     | CC     |
| ------------- | ------------- | -------- | ------ | ------------ | ------------ | ----------- | ----------- | ------ | ------ |

### Saint-Bonnet-en-Champsaur
- Maire sortant : Laurent Daumark (DVD)
- 19 sièges à pourvoir au conseil municipal (population légale 2022 : 2 081 habitants)
- 7 sièges à pourvoir au conseil communautaire (CC Champsaur-Valgaudemar)

| Tête de liste | Tête de liste | Parti(s) | Nuance | Premier tour | Premier tour | Second tour | Second tour | Sièges | Sièges |
| Tête de liste | Tête de liste | Parti(s) | Nuance | Voix         | %            | Voix        | %           | CM     | CC     |
| ------------- | ------------- | -------- | ------ | ------------ | ------------ | ----------- | ----------- | ------ | ------ |

### Saint-Chaffrey
- Maire sortante : Corinne Chanfray (LR)
- 19 sièges à pourvoir au conseil municipal (population légale 2022 : 1 504 habitants)
- 4 sièges à pourvoir au conseil communautaire (CC du Briançonnais)

| Tête de liste | Tête de liste | Parti(s) | Nuance | Premier tour | Premier tour | Second tour | Second tour | Sièges | Sièges |
| Tête de liste | Tête de liste | Parti(s) | Nuance | Voix         | %            | Voix        | %           | CM     | CC     |
| ------------- | ------------- | -------- | ------ | ------------ | ------------ | ----------- | ----------- | ------ | ------ |

### Tallard
- Maire sortant : Daniel Borel (DVD)
- 19 sièges à pourvoir au conseil municipal (population légale 2022 : 2 272 habitants)
- 7 sièges à pourvoir au conseil communautaire (CA Gap-Tallard-Durance)

| Tête de liste | Tête de liste | Parti(s) | Nuance | Premier tour | Premier tour | Second tour | Second tour | Sièges | Sièges |
| Tête de liste | Tête de liste | Parti(s) | Nuance | Voix         | %            | Voix        | %           | CM     | CC     |
| ------------- | ------------- | -------- | ------ | ------------ | ------------ | ----------- | ----------- | ------ | ------ |

### Veynes
- Maire sortant : Christian Gilardeau-Truffinet (DVG)
- 27 sièges à pourvoir au conseil municipal (population légale 2022 : 3 244 habitants)
- 11 sièges à pourvoir au conseil communautaire (CC Buëch Dévoluy)

| Tête de liste | Tête de liste | Parti(s) | Nuance | Premier tour | Premier tour | Second tour | Second tour | Sièges | Sièges |
| Tête de liste | Tête de liste | Parti(s) | Nuance | Voix         | %            | Voix        | %           | CM     | CC     |
| ------------- | ------------- | -------- | ------ | ------------ | ------------ | ----------- | ----------- | ------ | ------ |